# Джованні Діодаті
Джованні Діодаті (італ. Giovanni Diodati, Женева, 3 червня 1576 — 13 жовтня 1649) — італійський протестантський богослов з Женеви, перший перекладач Біблії італійською мовою з єврейських та грецьких джерел.

## Біографія
Походив зі шляхетної родини, що походила з Лукки, у віці двадцяти одного року був призначений професором івриту в Женевському університеті за рекомендацією Теодора де Безе. У 1606 році він став професором богослов'я, а в 1608 році — пастором, або «парафіяльним служителем», в Женеві. У наступні роки він став наступником де Безе на посаді професора богослов'я.
Він займав високе становище серед женевських реформаторів, через яких у 1614 році був відправлений з місією до Франції. Перед цим він відвідав Італію і познайомився з Паоло Сарпі, якого без успіху намагався залучити до реформаторського руху.
У 1618-1619 роках він брав участь у Дордрехтському синоді й відіграв важливу роль у його обговоренні, бувши одним з шести осіб, призначених звітувати про його роботу. Він був переконаним кальвіністом і повністю підтримував засудження армініанства. У 1645 році він подав у відставку з посади професора і помер у Женеві 3 жовтня 1649 року.